# El Carmen (Jujuy)
El Carmen es la ciudad cabecera del departamento homónimo, en la provincia argentina de Jujuy, situada en la intersección de la RN N.º 9 y la RP N.º 42, a 27 km de la ciudad capital San Salvador de Jujuy. Alcanza una superficie de 330 km². Tiene un estrecho vínculo con los municipios de las ciudades de Salta, y San Salvador de Jujuy
Es una de las más antiguas poblaciones de la provincia de Jujuy y tiene un clima templado subtropical.

## Orígenes de El Carmen
Este departamento fue conocido y colonizado por los españoles. Antes de la fundación actual de la ciudad de San Salvador de Jujuy (19 de abril de 1593) ya era popular el nombre de Perico, por la abundancia de estas aves que habitaban la zona. Los habitantes nativos eran los churumatas (en forma de esclavos mitimaes) de la quebrada del Zenta, quienes en 1586 se establecieron en las márgenes del Río Perico y de Las Maderas, debido a que en esos lugares podían obtener agua y alimentos. Desde el siglo XV fue habitada por diversas parcialidades indígenas (Ocloyas, Osas, Paypayas) dominados por los Incas, que recorrían sus extensiones para cobrar tributos y trocar diversos productos. Más tarde, bajo la ocupación española, por razones religiosas, sociales y políticas fueron trasladados a la Estancia San Juan, donde se conforma el primer pueblo llamado San Juan Bautista de Perico. En esa época, los hermanos Herrera, quienes acompañaron y firmaron con Francisco de Argañaráz y Murguía el acta de fundación de la ciudad de San Salvador de Jujuy, reciben tierras en merced por voluntad de los Reyes de España. Dichas tierras se encontraban en el fuerte del Pongo y finales del río Grande y río Perico, como también la zona de La Cabaña, Los Paños, el Carril, La Toma y el Churcal, lugares que, hacia 1690, recibirían a los aborígenes luracataos procedentes de los valles calchaquíes y traídos en encomienda por el general salteño Agustín Martínez de Iriarte, quien se establece con ellos en el valle de Perico. Así la estancia San Juan de Perico contaba con una sala principal (hoy finca SanJuan - El Carmen) y una capilla (hoy San Antonio).
Por el año 1875, toman posesión territorial de la finca San Juan el Sr. Virgilio Figueroa, un acaudalado hombre de Salta y Bolivia y su esposa Hortensia Campero, nieta del cuarto marqués de Yavi, Juan José Feliciano Campero, momento en que comienza a organizarse la gran unidad económica productiva de la región del valle del sur provincial. Este matrimonio encontró la vieja sala de los Martínez de Iriarte en ruinas y, sobre el mismo lugar construyeron la mansión donde residirían y se materializaría la potencia productiva más importante para la historia carmense; la administración le fijaría el nombre de "Finca San Juan". Para facilitar la comercialización con una unidad de medida común, se produjo la implementación del uso de monedas con la inscripción "Finca San Juan de Figueroa Hnos.". Las monedas eran de cobre y se acuñaban en Potosí, Bolivia; además se dispuso un sistema de Vales al Portador. Ambos instrumentos comerciales sólo tenían validez en tiendas locales y en la capital jujeña. Los tenedores de las monedas o vales debían presentarse en la administración de la finca del cinco al diez de cada mes para canjear su valor por moneda nacional de curso legal, contando dicha finca con una proveeduría especialmente destinada a la gente que vivía y trabajaba en el predio, ya que para venir a comprar al pueblo del Carmen, debían hacerlo caminando, a caballo o en jardineras.
La finca tenía alrededor de ocho mil hectáreas y contaba con siete mil cabezas de ganado vacuno que los remeseros llevaban a Chile, Bolivia y Perú. Se explotaba la venta de cueros, cerda, grasa y carne charqueada; se sembraba maíz, trigo y cebada, siendo trabajada la tierra por los aborígenes churumatas y lugareños. La producción era llevada en una flota de doce carros tirados por mulas a Perico, para luego ser cargada en los vagones del ferrocarril con destino a la capital jujeña, a Salta y a Tucumán. También se disponía de tropillas de caballos tanto para trabajos de la finca como para la venta; se vendía buenos "silloneros" o caballos de andar suave. Este gran obraje contaba también con un taller de herrería, donde se fabricaban carros y zorras y se enllantaban las ruedas torneándose sus tasas. Los herreros eran verdaderos artesanos.
La finca también contó con un rudimentario aserradero cuya máquina era una rueda de gran tamaño movida con la fuerza del agua procedente de una acequia (mecanismo semejante al de un molino hidráulico) maquinaria reemplazada posteriormente por una caldera a vapor, ya que la demanda de madera aumentó y esta última tenía una doble función: mayor producción maderera y usina eléctrica.
Ya en el siglo pasado, por sus características ecológicas, en todo el departamento de El Carmen comenzó a plantarse citrus, viñas y tabaco. Se establece el núcleo poblacional en torno a la localidad cabecera, incrementándose vertiginosamente el número de habitantes con la llegada de inmigrantes procedentes de Europa y Asia Menor (árabes, iraníes o persas, sirios libaneses), atraídos por el comercio, el trabajo en las canteras, la construcción del dique La Ciénega y la agricultura, destinada a la ampliación de la superficie labrada con tabaco, hecho que requirió de mucha mano de obra rural procedente especialmente de Bolivia, por la cercanía geográfica con el país vecino. Actualmente, por los altos costos de la producción tabacalera, los cultivos de poroto y soja reemplazaron muchas hectáreas de esa tradicional plantación. La ganadería vacuna, porcina y la cría de aves de corral complementan la actividad agrícola local.
Así, el sitio fundacional conocido como "Perico del Carmen" se mantuvo con esa denominación hasta fines del siglo XX, cuando el 23 de mayo de 1974 por Ley N.º 3116 de la Legislatura de la Provincia de Jujuy pasa a llamarse "Ciudad de El Carmen".

## Concejo Deliberante
Este Cuerpo está integrado por seis concejales.
- Presidente: Federico Mancini.
- Vicepresidente 1.º: Gabriela Vega.
- Vicepresidente 2.º: Tomás Arias.
- Secretario Parlamentario: Gonzalo Básquez.
- Secretario Administrativo: Cristian Ríos.
- Prosecretario: Héctor Cuenca.

## Virgen del Carmen

### Historia del Oratorio

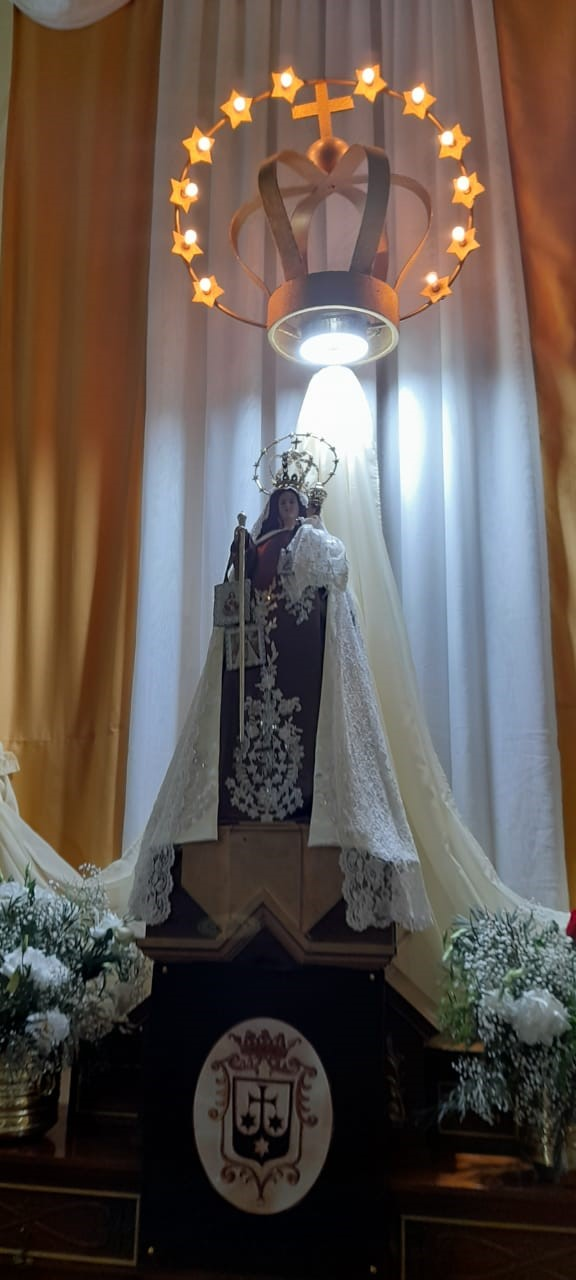
Parroquia Ntra. Sra. de El Carmen. La virgen en su altar.Año 2022

En las postrimerías del siglo XVIII, llega a estas tierras procedente de Buenos Aires Don Bernardo Espinosa de los Monteros, quien contrae matrimonio con María Francisca Martínez de Iriarte, hija de uno de los dueños del antiguo Perico del Carmen (hoy ciudad cabecera de departamento), razón por la cual se instala en esta comunidad. Vivían en una antigua casona donde actualmente se encuentra la Municipalidad y la policía local, resultado de la donación de la sala de la familia para ese fin. Tuvieron dos hijos varones y uno de ellos, Santiago Solano Espinosa, se ordena sacerdote llegando a ser vicario de Jujuy. Fue enterrado en 1828 en la Iglesia Matriz o Iglesia Catedral. De este modo, en la historia eclesiástica de El Carmen, Don Bernardo Espinosa se presenta como el fundador de la primera iglesia del pueblo. Solicita permiso al obispo Gerónimo Zualuza para traer la imagen de la Virgen María desde el Monasterio de Cuzco, Perú (santería donde trabajaban los jesuitas) para su oratorio privado, al ser ferviente devoto de ella. Su petición fue aceptada y la imagen llega aproximadamente en 1763. Tiempo después le construye un oratorio público bajo la advocación de la Virgen del Carmen.
La Festividad en homenaje a la Virgen comprende desde el 1 de julio (día de entronización de la imagen para su veneración) hasta el 31 de julio, cuando la Virgen vuelve a su camarín parroquial, presidiendo el sitio hasta el año siguiente. El lema presente en toda la comunidad carmense alude justamente a esta fecha, a que: "En julio la fe vive en El Carmen".
Esta fiesta patronal es muy conocida a nivel provincial, llegando fieles y promesantes desde diferentes lugares jujeños para honrarla con su presencia. Actos litúrgicos, culturales y deportivos la engalanan cada día, así como ferias de artesanos vallistas con exposiciones en la plaza central y en el Paseo de los Buñuelos (ubicado sobre la Ruta Nacional N.º 9), donde cada fin de semana llegan visitantes a degustar los clásicos buñuelos con api, realizándose en esta ciudad la Fiesta Provincial del Buñuelo y el concurso a la mejor buñuelera del año (29 de julio). Desfile de gauchos y concursos de destreza criolla amenizan también esta festividad. 

## Turismo

### Como Llegar
Desde Buenos Aires
Vía Terrestre: Ruta Nacional N.º 9, Ruta Nacional N.º 11, Ruta Nacional N.º 34. Aproximadamente 17 horas de viaje.
Salidas diarias desde terminal de ómnibus ida y vuelta aproximadamente 21 horas de viaje.
Vía Aérea: Vuelos diarios ida y vuelta 2 horas de viaje aproximadamente.
Desde San Salvador de Jujuy
Se arriba a El Carmen a través de la Ruta Nacional N.º 9
Desde La Quiaca
Se debe tomar la Ruta Nacional N.º 9, atravesar la ciudad Capital y retomar la ruta anterior que conduce a este destino.
Desde el oeste de la Provincia de Jujuy
Deberá tomar la Ruta Nacional N.º 52 hasta Pumamarca, desde allí continuar por la Ruta Nacional N.º 9 para arribar a El Carmen.
Desde La Caldera, Provincia de Salta
Se debe tomar la Ruta Nacional N.º 9.

### Turismo Activo en El Carmen
Ubicada al sur de la provincia jujeña, ofrece alternativas que permiten disfrutar de sus encantos urbanos y muchas opciones al aire libre. Sierras que se elevan tímidamente rodean la localidad cabecera; verdes laderas se extienden hasta unirse en sus piedemontes a diversos valles recorridos por ríos de aguas cristalinas que se desplazan a veces serpenteantes y otras no tanto, mostrando postales de ensueño que invitan al regreso de los visitantes. Esta localidad resulta ideal para los amantes de la naturaleza en estado puro y para las actividades que permiten entrar en contacto con ella. A escasos kilómetros, los Diques La Ciénaga y Las Maderas se transforman en un escenario propicio para la práctica de deportes náuticos: balsismo, esquí, canotaje y surf, siendo las opciones más elegidas. Para quienes gusten de la espera por el pique también es el sitio indicado: se puede salir en una excursión de pesca que conduce a las mejores zonas para garantizar una excelente captura del pejerrey. La aventura también tiene su lugar aquí con la práctica del senderismo y el mountain bike debido al accidentado relieve y a la presencia de senderos improvisados. Completan esta amplia cartelera local la observación de aves, flora y fauna, cabalgatas y safaris fotográficos, alternativas más apacibles para disfrutar con toda la familia. Al pie del murallón del Dique La Ciénaga se ubica un completo camping municipal con todos los servicios para acampar: asadores, sectores para tiendas de campaña y bungalows. Casas rurales, restaurantes y hosterías, conforman la oferta gastronómica local y regional. El Camping Municipal cuenta con un amplio balneario a modo de parque acuático que genera gran atracción durante los meses de verano. El turista encontrará todos los servicios necesarios para disfrutar a pleno de sus días de descanso.

### Diques La Ciénaga y Las Maderas
Dique La Ciénaga.
El dique embalse “La Ciénaga” construido en el periodo 1911-1926 fue la primera de las obras de reserva de agua para riego y abastecimiento de agua potable de la provincia de Jujuy. Concebido por el Ingeniero Adriano Borus, profesional jujeño, hoy luego de tantos años de constante servicio sigue manteniendo su insustituible aporte al mantenimiento del desarrollo de la zona de influencia en lo productivo y lo turístico.
Posee un cierre, construido en materiales sueltos con una altura máxima desde su fundación de 27,70 m y una longitud de 1250 m. Abarca a cota máxima una superficie de 255 hectáreas con un volumen de 32000 hl³. Asimismo cabe destacar que su murallón trabajado en piedra fue obra de lugareños e inmigrantes de esa época.
El 1 de julio de 1926, después de 12 años el dique La Ciénaga abrió sus compuertas y comenzó a regar una extensa zona del departamento El Carmen.
Óptimo para pescar pejerreyes. Solo se permite pescar los miércoles, viernes, sábado y domingos de 7 a 24; todo el año. Se accede por RN 9, y el camino enripiado de RP 62 o la RP 51.
Se puede alquilar lanchas de paseo o de pesca; con el Club de Pescadores la Ciénaga.
Dique Las Maderas
Los primeros estudios de Las Maderas se realizaron entre los años 1910 y 1911 por el Ingeniero Diego F. Outes, de la Dirección General de Irrigación, que proyecto un sistema de riego que contemplaba la regulación de los derrames del río Perico.
En 1925 el ingeniero Luis Michaud, demostró que la capacidad del embalse de Las Maderas tal cual fue proyectado, era insuficiente, formulando un nuevo proyecto para esta presa, así como las correspondientes obras de alimentación.
A partir del año 1933, los trabajos de las Maderas quedaron totalmente paralizados, reiniciándose en el año 1970. Con rendes altibajos económicos el dique se fue construyendo, empleándose prácticamente 90 años para ejecutar los estudios y llegar al fin de la obra. En el año 1978 de lleno y en el 2002 de habilitó la Central Hidroeléctrica

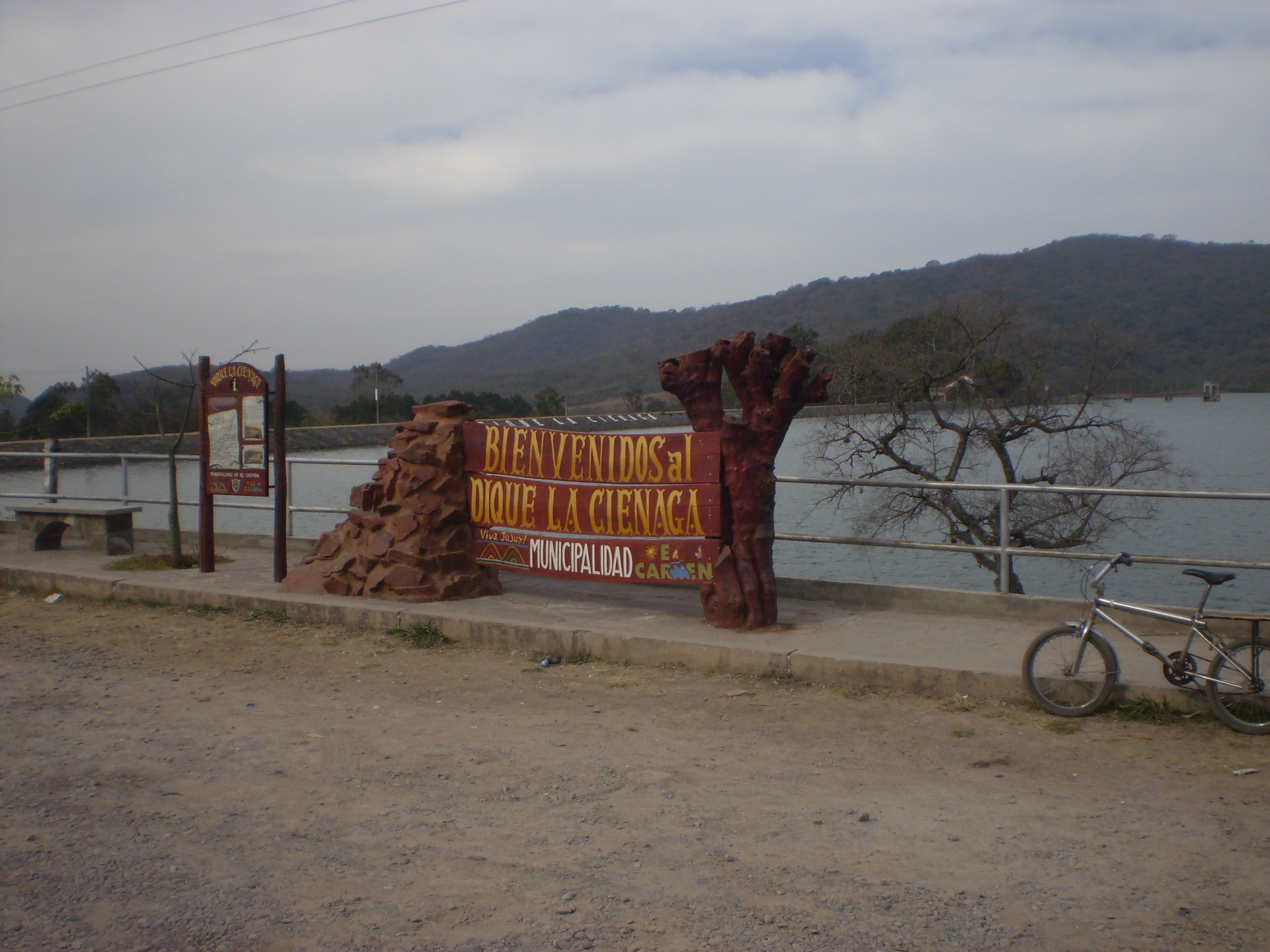
Dique La Ciénaga.

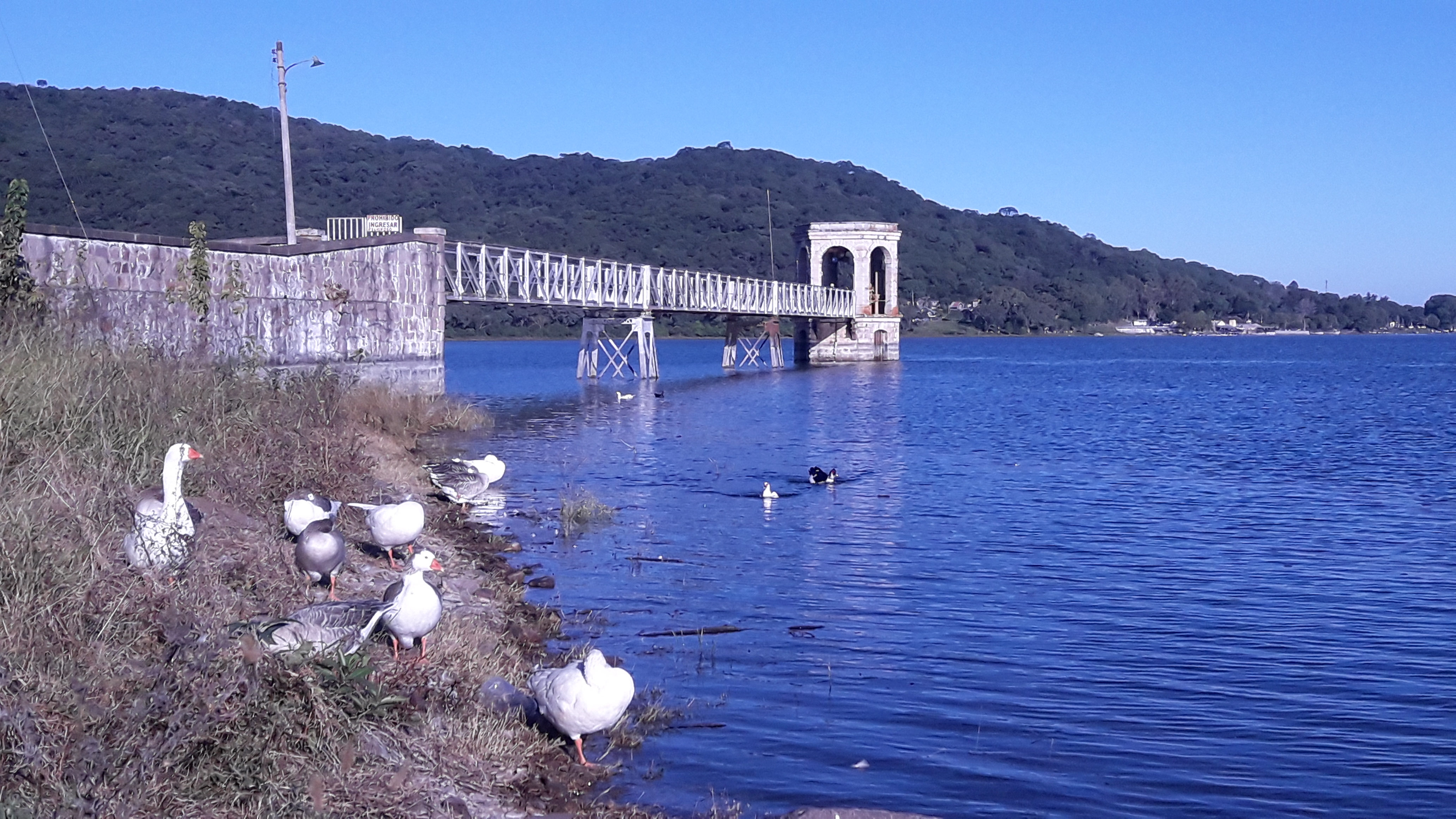
Dique La Ciénaga

Jujuy-Salta por Ruta Nacional 9 (camino de cornisa que atraviesa las Yungas).

Son óptimos para pescar pejerreyes. Solo se permite pescar los miércoles, viernes, sábado y domingos de 7 a 24; todo el año.
Se accede por RN 9, y el camino enripiado de RP 62 o la RP 51.
Se puede alquilar lanchas de paseo o de pesca; con el Club de Pescadores la Ciénaga.

### Camping Municipal
Se halla a 3 km de la ciudad; al pie del murallón del «Dique La Ciénaga». Hay balneario, asadores, mesadas, sanitarios, duchas de agua fría, electricidad (220 V), canchas de deportes, alquiler de búngalos. 
Dique La Ciénaga 

### Ríos Lavallén y San Francisco
En ellos se habilita la pesca únicamente del 30 de marzo al 30 de noviembre. Puede obtenerse bagre, boga, dorado, surubí, armado, dentudo y pacú. 

## Parroquias de la Iglesia católica en El Carmen
| Diócesis  | Jujuy                     |
| --------- | ------------------------- |
| Parroquia | Nuestra Señora del Carmen |